# Targhe d'immatricolazione della Turchia

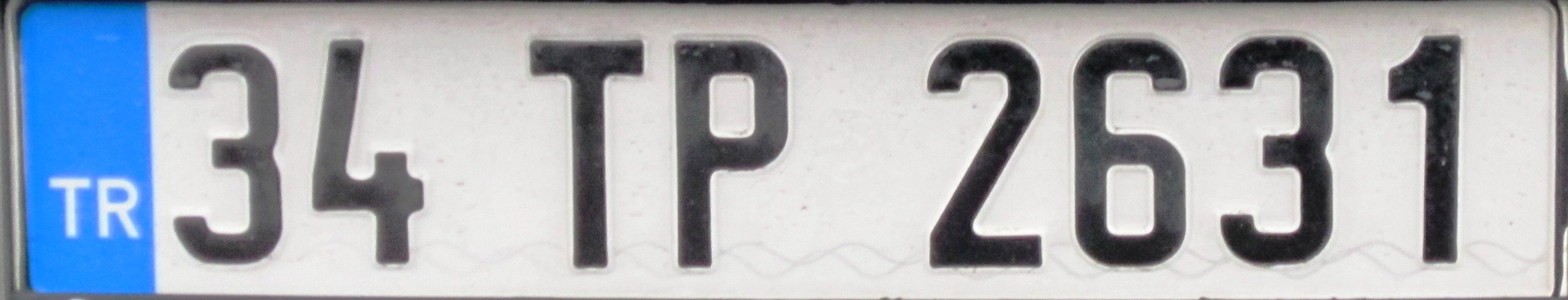
Targa standard della provincia di Istanbul

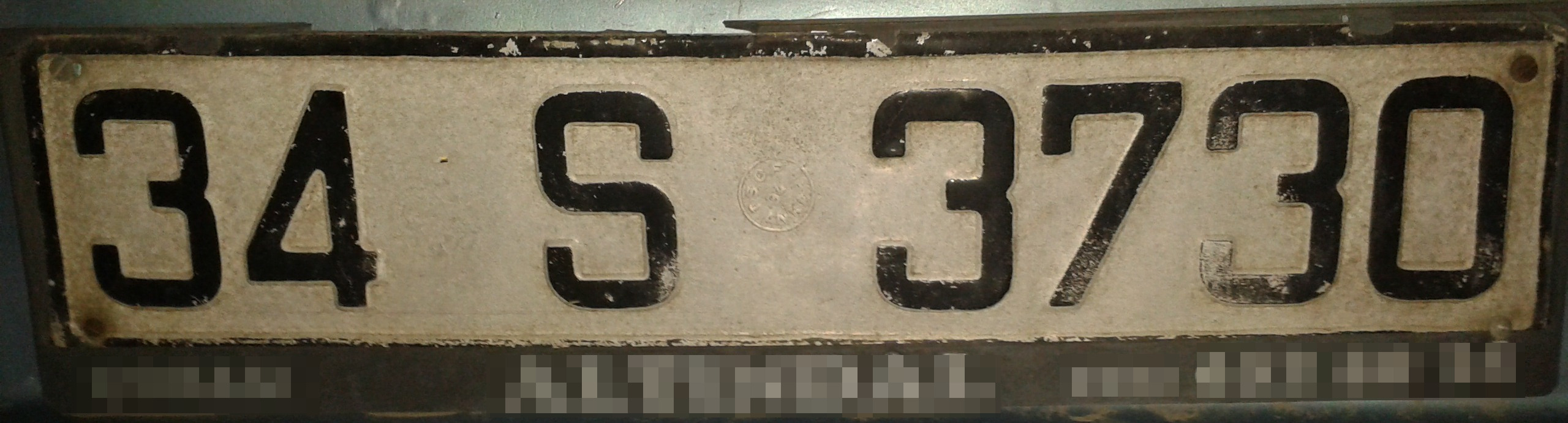
Formato senza banda blu in uso dal 1962 al 1996

Le targhe d'immatricolazione della Turchia sono destinate a identificare i veicoli immatricolati nel Paese eurasiatico.

## Caratteristiche

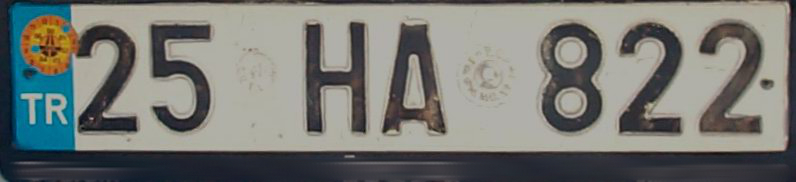
Targa con bollino di controllo tecnico fissata su un veicolo della provincia di Erzurum (codice numerico 25)

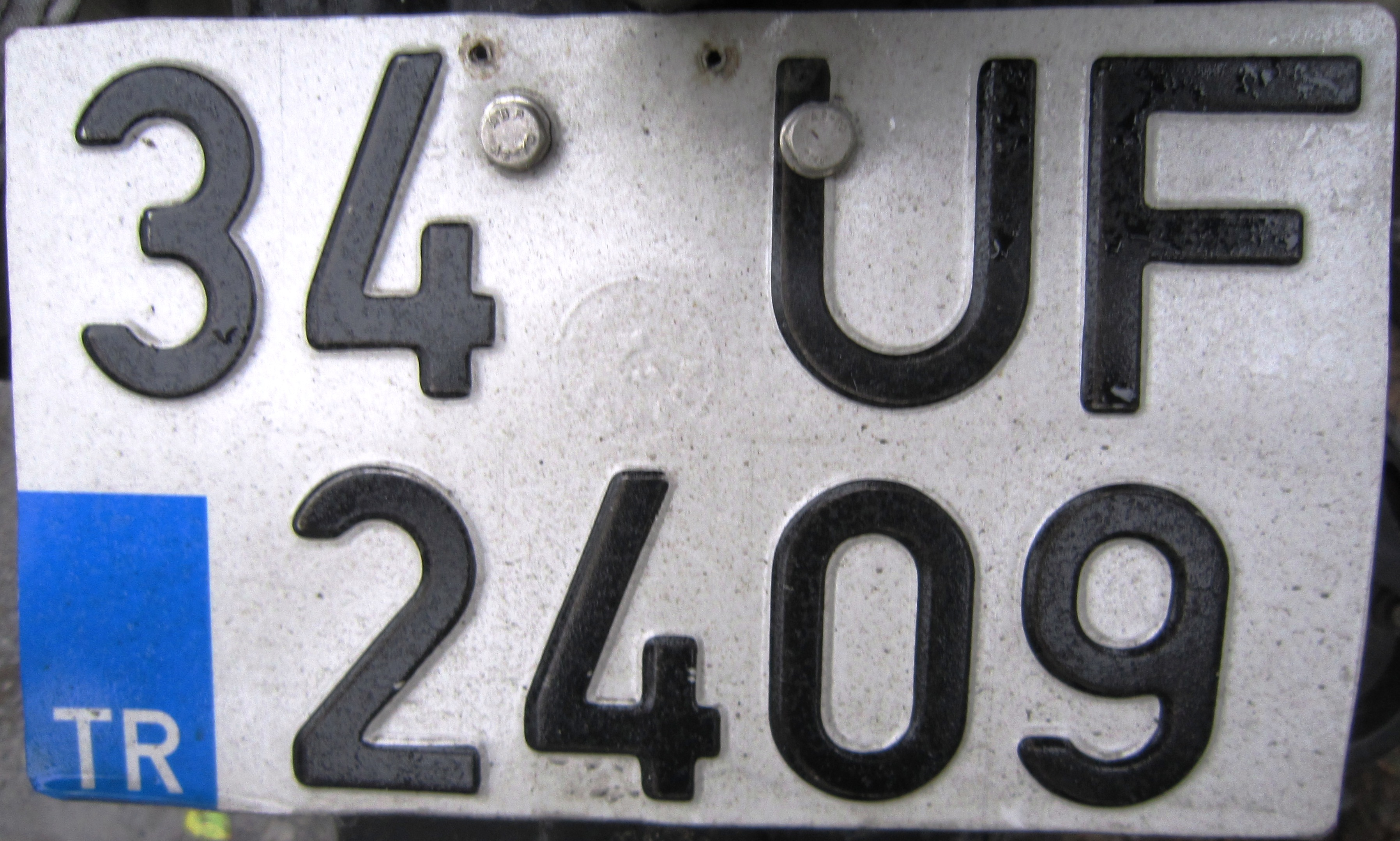
Formato su due linee per motoveicoli e macchine agricole non cingolate

Una banda con i simboli della bandiera nazionale

Le targhe identificative dei veicoli circolanti in Turchia sono prodotte da laboratori privati autorizzati; quelle ordinarie hanno lettere e cifre nere su fondo bianco. Non esiste un font standard. Le lettere seriali sono quelle dell'alfabeto turco eccettuate Ç, Ş, İ, Ö, Ü e Ğ. 
Dal 24 ottobre 1962 il sistema si basa su una semplice numerazione in ordine alfabetico delle province, similmente a quanto avviene per i dipartimenti francesi. 
La banda blu a sinistra, divenuta obbligatoria dal 2010, venne introdotta dopo l'ingresso della Turchia nell'Unione doganale dell'Unione europea nel 1996, in conformità con le leggi dell'UE. Da allora, tuttavia, è stata spesso modificata dai proprietari di veicoli, spesso sostituendo il colore blu con la mezzaluna e la stella bianche in campo rosso della bandiera nazionale. Questo tipo di modifica non è vietata, poiché la legge non specifica chiaramente quale colore debba essere utilizzato all'interno. Sulla banda suddetta è posizionata in basso la sigla automobilistica internazionale TR a caratteri bianchi e in alto, da febbraio 2009, sono indicate in un bollino adesivo ottagonale le ultime due cifre del mese e dell'anno entro il quale deve essere effettuato il controllo tecnico del veicolo. 
Viene rispettato l'ordine alfabetico fino alla provincia con il numero 67; le successive quattordici, invece, furono semplicemente aggiunte in coda. 
A partire dal 1º gennaio 2024, in ogni targa è presente un QR code (15 × 15 mm) di dodici cifre.

### Formati e dimensioni

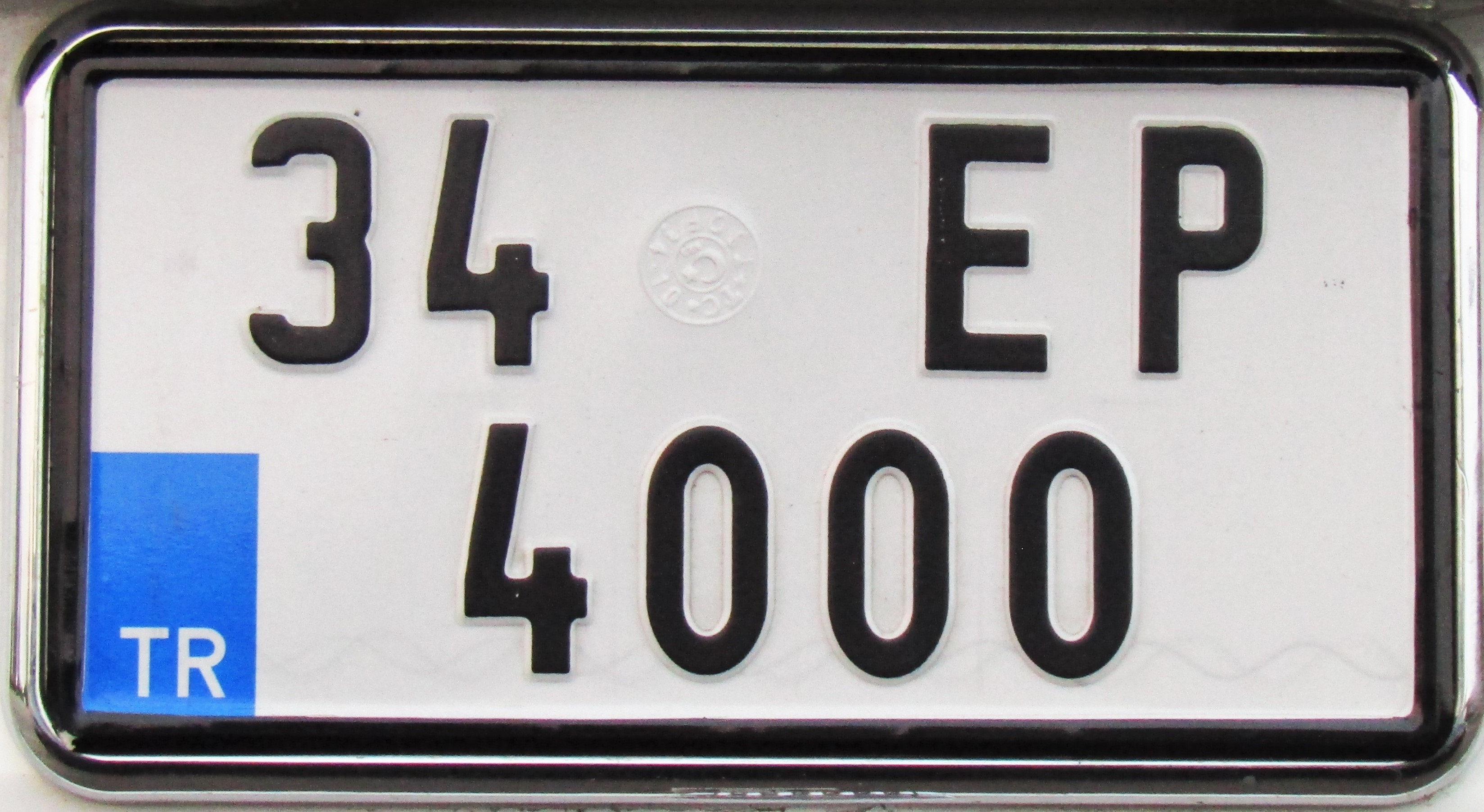
Esempio di formato USA

- 110 × 520 mm per le targhe posteriori e anteriori standard degli autoveicoli
- 210 × 320 mm per le targhe di fuoristrada, furgoni, autocarri e autobus
- 150 × 240 mm per le targhe dei motoveicoli e delle macchine agricole non cingolate, con la banda blu posizionata sulla riga inferiore
- 150 × 300 mm (formato statunitense) per le targhe dei veicoli importati il cui vano targa è di lunghezza ridotta

## Codici numerici e province corrispondenti

Suddivisione della Turchia in province e numeri corrispondenti nelle targhe d'immatricolazione

| Provincia        | Numero | Provincia           | Numero | Provincia            | Numero |
| ---------------- | ------ | ------------------- | ------ | -------------------- | ------ |
| Adana            | 01     | Giresun             | 28     | Samsun               | 55     |
| Adıyaman         | 02     | Gümüşhane           | 29     | Siirt                | 56     |
| Afyonkarahisar   | 03     | Hakkâri             | 30     | Sinope (Sinop)       | 57     |
| Ağrı             | 04     | Hatay               | 31     | Sivas                | 58     |
| Amasya           | 05     | Isparta             | 32     | Tekirdağ             | 59     |
| Ankara           | 06     | Mersina (Mersin)    | 33     | Tokat                | 60     |
| Adalia (Antalya) | 07     | Istanbul (İstanbul) | 34     | Trebisonda (Trabzon) | 61     |
| Artvin           | 08     | Smirne (İzmir)      | 35     | Tunceli              | 62     |
| Aydın            | 09     | Kars                | 36     | Şanlıurfa            | 63     |
| Balıkesir        | 10     | Kastamonu           | 37     | Uşak                 | 64     |
| Bilecik          | 11     | Kayseri             | 38     | Van                  | 65     |
| Bingöl           | 12     | Kırklareli          | 39     | Yozgat               | 66     |
| Bitlis           | 13     | Kırşehir            | 40     | Zonguldak            | 67     |
| Bolu             | 14     | Kocaeli             | 41     | Aksaray              | 68     |
| Burdur           | 15     | Konya               | 42     | Bayburt              | 69     |
| Bursa            | 16     | Kütahya             | 43     | Karaman              | 70     |
| Çanakkale        | 17     | Malatya             | 44     | Kırıkkale            | 71     |
| Çankırı          | 18     | Manisa              | 45     | Batman               | 72     |
| Çorum            | 19     | Kahramanmaraş       | 46     | Şırnak               | 73     |
| Denizli          | 20     | Mardin              | 47     | Bartın               | 74     |
| Diyarbakır       | 21     | Muğla               | 48     | Ardahan              | 75     |
| Edirne           | 22     | Muş                 | 49     | Iğdır                | 76     |
| Elâzığ           | 23     | Nevşehir            | 50     | Yalova               | 77     |
| Erzincan         | 24     | Niğde               | 51     | Karabük              | 78     |
| Erzurum          | 25     | Ordu                | 52     | Kilis                | 79     |
| Eskişehir        | 26     | Rize                | 53     | Osmaniye             | 80     |
| Gaziantep        | 27     | Sakarya             | 54     | Düzce                | 81     |

## Varianti del formato standard

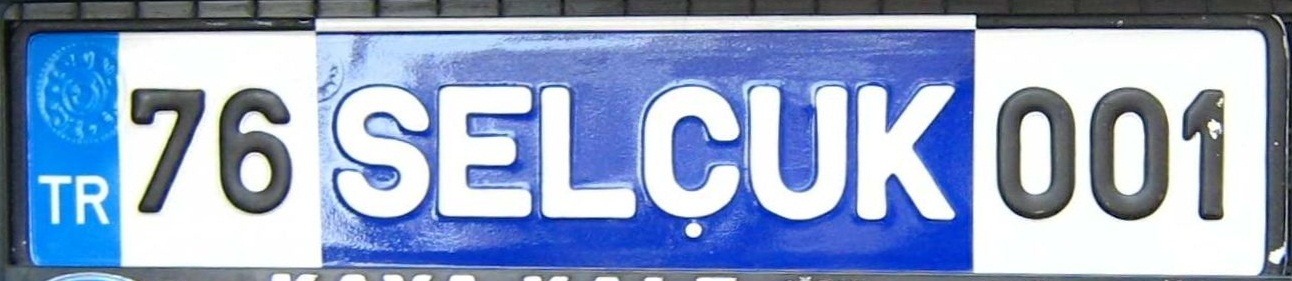
Targa personalizzata

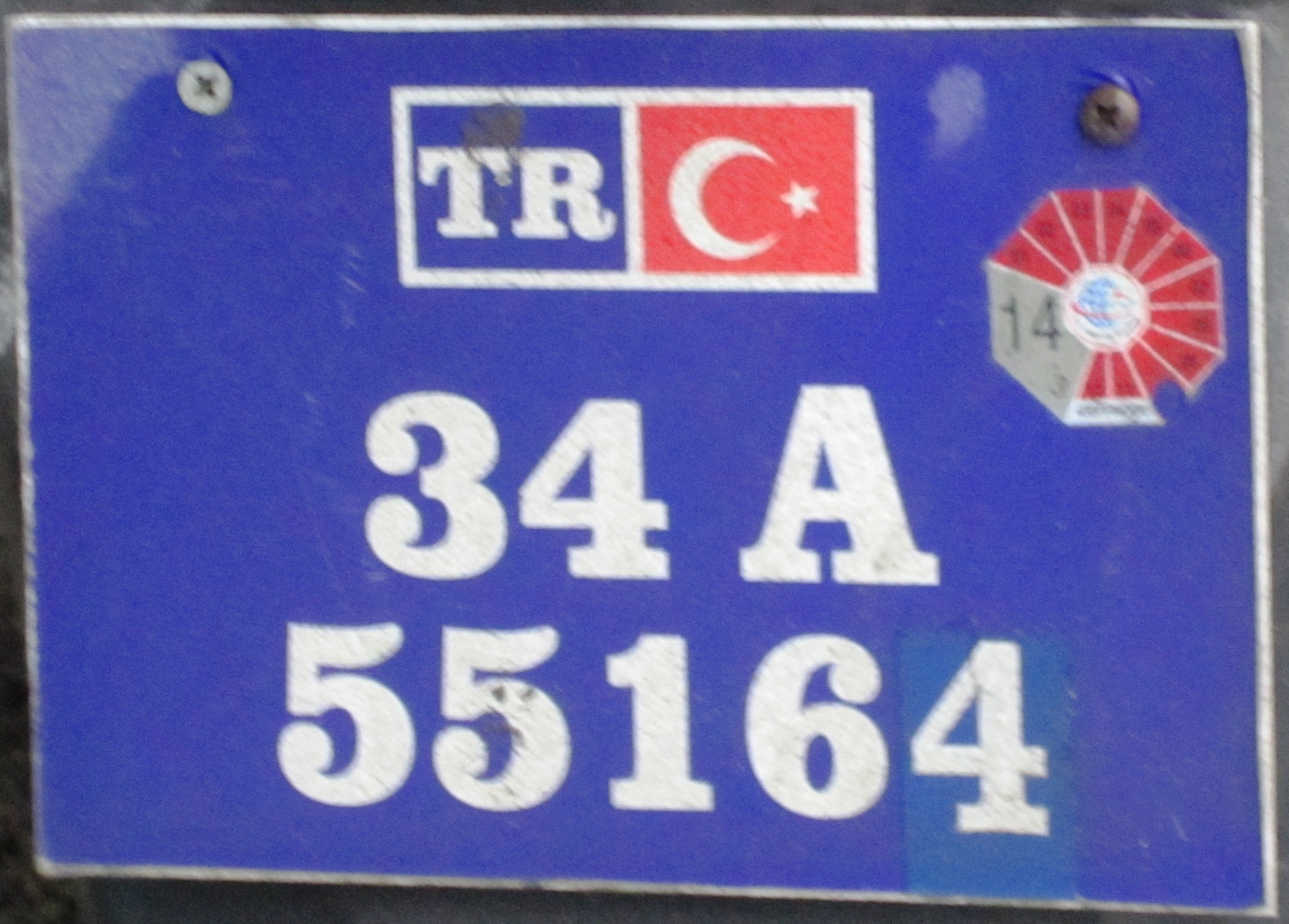
Targa di un motociclo in dotazione alla Polizia di Istanbul

Facsimile di targa prova apposta su un veicolo privato (le lettere in uso sono "G" e "T")

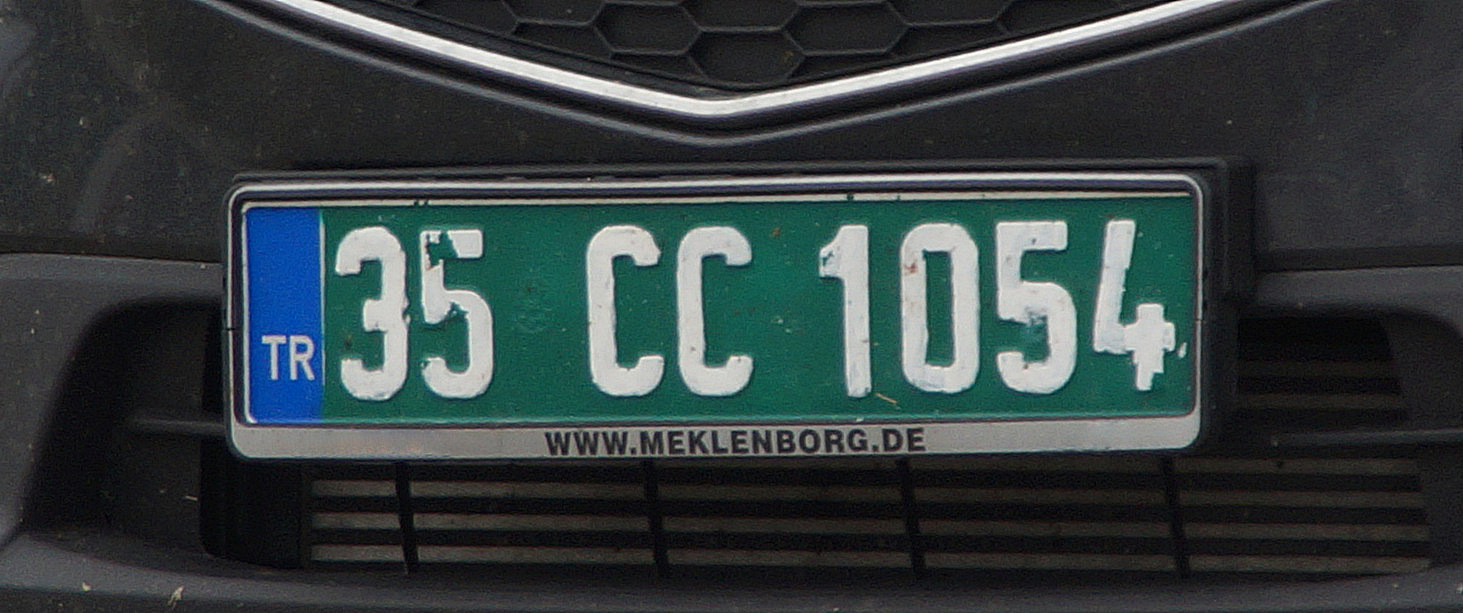
Targa anteriore (con banda blu) di un'autovettura di un console o di uno staff consolare immatricolata nella provincia di Smirne

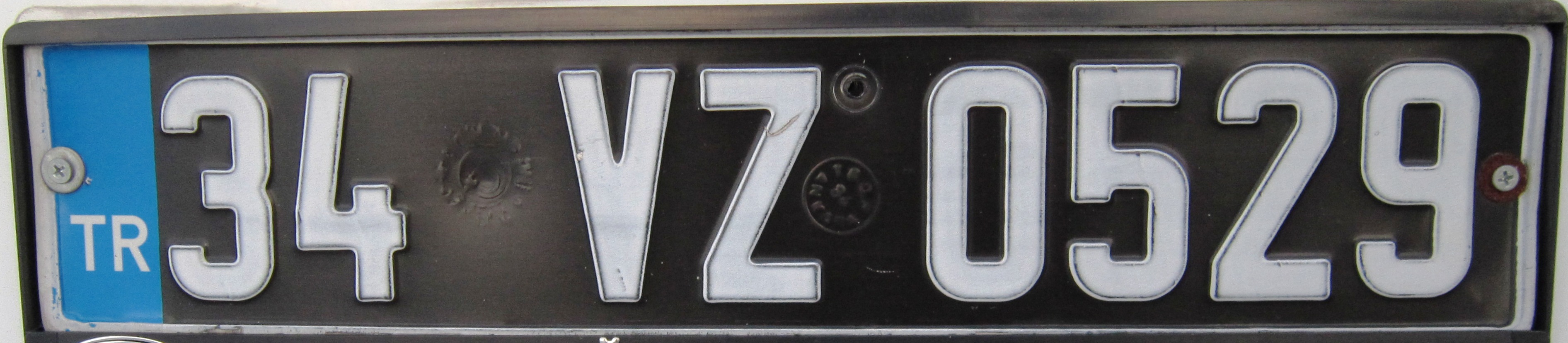
Esempio di formato per veicoli di autorità governative o amministrative della provincia di Istanbul

- 99 TESTO 999 – il fondo della parte centrale, dove sono impresse le lettere, può essere di colore blu, celeste, rosso, verde o giallo – : targhe personalizzate, introdotte il 21 marzo 1988

|  |

- 99 A 9999 o 99 AA 999 (caratteri scritti in rosso su fondo bianco): veicoli di amministratori provinciali o rettori di università

|  |

- 99 A 9999(9) o 99 AA 999 o 99 AAA 999 (bianco su blu): Polizia nazionale[6]

|  |

- 99 JAA 9999 (bianco su blu, dal 2017[7]): Gendarmeria (Jandarma)

|  |

- 99 SGH 9999 (bianco su blu, dal 2018[8]): Guardia costiera (Sahil Güvenlik Komutanlığı)

|  |

- 99 G 9999 (nero su giallo): targa prova per concessionari, con un mese di validità massima; il numero della provincia è seguito dalla lettera "G" (iniziale di Geçici, in turco "temporaneo") oppure "T" per auto o moto di proprietà di garagisti; la banda azzurra a sinistra è opzionale; i veicoli privati presentano una linea bianca diagonale da sinistra a destra[9]

|  |

- 99 GMR 999 (rosso su verde chiaro): targa doganale di transito (Gümrük in turco significa "dogana")

|  |

- 34 TXX 99: taxi (Taksiler, nella sola provincia di Istanbul)

|  |

- 21 TT 9999: taxi (nella sola provincia di Diyarbakir)

|  | 21 TT 0123 |

- 99 T 9999: taxi (tranne nelle province di Istanbul e Diyarbakir)

|  |

- 99 HO 9999: autobus pubblici gestiti da compagnie private (Özel Halk Otobüsleri, dal 2022)

|  | 06 HO 0123 |

- 99 CD 9999 (bordo e caratteri verdi su fondo bianco)[10]: Corpo diplomatico

|  |

- 99 CC 9999 (bianco su verde, banda blu opzionale): Corpo consolare, personale di consolati generali

|  |

- 99 CM 9999 (bordo e caratteri verdi su fondo bianco, da metà luglio 2007[11]): personale tecnico-amministrativo accreditato presso un'ambasciata

|  | 06 CM 0123 |

- 99 CG 9999 (bordo e caratteri verdi su fondo bianco, da metà luglio 2007): personale tecnico-amministrativo accreditato presso un consolato generale

|  | 06 CG 0123 |

- 99 B 9999 (blu su bianco, validità massima di sei mesi all'anno, emissione terminata a metà luglio 2007): membri di organizzazioni internazionali e altri stranieri con permesso di lavoro temporaneo[12]

|  |

- 99 ZZ 999 (bianco su azzurro, presumibilmente fino ai primi anni Duemila): personale scientifico e tecnico straniero

| 34 ZZ 012 |

- da 99 MA 999 a 99 MZ 999 (nero su bianco): veicoli intestati a stranieri con permesso di soggiorno temporaneo

|  |

- da 99 SAA 999 a 99 SZZ 999 (nero su bianco, da aprile 2016): veicoli intestati a rifugiati siriani con permesso di residenza temporaneo

|  |

- bianco su nero: veicoli riservati ad autorità governative o amministrative

|  |

- nero su bianco o raramente giallo e numero composto da sei cifre: automezzi delle Forze armate; la prima cifra identifica il Corpo secondo il seguente schema: 000000 = Stato Maggiore dell'Esercito e Polizia militare, 100000 = Esercito con base a Istanbul, 200000 = Esercito con base a Malatya, 300000 = Esercito con base a Erzincan, 400000 = Esercito con base a Smirne, 500000 = Marina militare, 600000 = Aeronautica militare,  700000[13] = Gendarmeria (fino al 2017)

| 706001 |

- nero su bianco, banda blu opzionale in basso a sinistra e tre o quattro numeri: due sulla riga superiore, generalmente separati da un trattino (quello a sinistra indica la provincia[14], quello a destra l'anno d'immatricolazione espresso per intero o con le ultime due cifre) e uno o due su quella inferiore (il primo, non sempre presente e a volte posizionato in alto dopo le cifre corrispondenti all'anno, identifica il distretto della provincia, il secondo è il seriale progressivo): macchine edili, macchinari agricoli, veicoli speciali[15]

| 34–2005 1460 |

| 66 – 05 12 001 |

| 340015 8708 |

- bianco su nero, in alto le lettere İBB – İTF, in basso le ultime due cifre dell'anno di immatricolazione del veicolo seguite da un numero progressivo che inizia da 0001: Municipalità metropolitana di Istanbul - Vigili del fuoco[16] (İstanbul Büyükşehir Belediyesi - İtfaiye, dal 2008)

| İBB – İTF 08 – 0447 |

- giallo dorato su rosso e numero di quattro cifre: veicoli riservati ai ministri del Gabinetto, capi dell'Esercito, segretari dei ministeri e autorità supreme dello Stato: 0001 = Presidente della Grande assemblea nazionale della Turchia, 0002 = Primo ministro, 0003 = Presidente della Corte costituzionale, 0004 = Capo di Stato Maggiore dell'Esercito

|  |

- giallo dorato su rosso e numero distrettuale seguito da uno spazio e quattro cifre: veicoli appartenenti a governatori delle province

|  |

- un sigillo rotondo (che rappresenta su un fondo rosso un sole giallo oro con sedici raggi e circondato da sedici stelle dello stesso colore) posizionato al centro della targa su fondo dorato: automobili ufficiali del Presidente della Repubblica quando è a bordo del veicolo, negli altri casi le vetture presidenziali hanno i caratteri giallo oro su fondo rosso e le lettere CB (Cumhurbaşkani = "Presidente") anteposte a un numero a tre cifre

|  |  |

- giallo dorato su rosso e un numero di tre cifre preceduto dal logo del Parlamento o dalle lettere TBMM a caratteri ridotti: autovetture dei vicepresidenti della Grande assemblea nazionale turca (Türkiye Büyük Millet Meclisi) e dei presidenti delle commissioni parlamentari

|  |  |

- bianco su nero, formato su doppia linea, con il nome per esteso (di dimensioni ridotte) della provincia che sormonta una lettera identificativa della categoria del veicolo seguita da un trattino in basso e un numero seriale progressivo – dal 1952 al 23/10/1962

|  |